# Francisco Casanova
Francisco Casanova (Montevideo, 4 marzo 1997) è un calciatore uruguaiano, portiere del Carlos A. Mannucci.

## Carriera
Cresciuto nel settore giovanile del Fénix, ha debuttato in prima squadra il 5 ottobre 2019 disputando l'incontro di Primera División Profesional perso 4-1 contro il Racing Montevideo.